# Xestia pseudaccipiter
Xestia pseudaccipiter är en fjärilsart som beskrevs av Charles Boursin 1948. Xestia pseudaccipiter ingår i släktet Xestia och familjen nattflyn. Inga underarter finns listade i Catalogue of Life.